# MAPI
MAPI (Messaging Application Program Interface) – API opracowane przez Microsoft umożliwiające programom na wysyłanie i odbieranie poczty elektronicznej. MAPI wykorzystują aplikacje Microsoft, takie jak Outlook, Outlook Express, Exchange. 
Tzw. Simple MAPI implementuje standard Common Messaging Calls (CMC) X.400.
Enhanced MAPI pozwala na pracę grupową. Istnieje także obudowa MAPI w postaci obiektu COM w ramach Collaborative Data Objects (CDO). MAPI pozwala na dostęp do funkcji serwera Microsoft Exchange.